# Zelená kniha
Zelená kniha je souhrn názorů a postřehů bývalého libyjského plukovníka a vůdce Muammara Kaddáfího. Reflektuje systémové problémy kapitalismu, socialismu, a zejména parlamentní demokracie, kterou označuje za principiálně nedostatečnou, avšak zabývá se i detailními otázkami jako organizovaný sport, nebo souvislosti vztahu člověka s přirozeným vztahem k přírodnímu prostředí. Nabízí jako alternativní řešení tzv. teorii mas.
Kniha vyšla ve třech pokračováních (částech). První z nich bylo vydáno v roce 1976. Český čtenář si musel na Zelenou knihu počkat až do roku 1990, jelikož obsahovala mimo jiné i kritiku sovětského modelu socialismu (např. hned v úvodní úvaze první části se píše: „Všechny politické systémy v dnešním světě jsou výsledkem boje nástrojů vlády o moc (...) a výsledkem je vždy vítězství nějakého nástroje vlády (...) a porážka lidu, tj. porážka skutečné demokracie“).

## Obsah knihy
Kniha obsahuje tři části dělené do menších samostatných úvah.
První část knihy nazvaná Řešení problému demokracie s podtitulem „Moc lidu“ sestává z osmi krátkých úvah na témata:
- nástroj vlády
- parlamenty
- strana
- třída (ve smyslu třídního politického systému)
- plebiscit
- lidové konference a lidové výbory
- zákon společnosti a
- tisk

Druhá část knihy nazvaná Řešení ekonomického problému s podtitulem „Socialismus“ obsahuje jedinou úvahu:
- ekonomický aspekt Třetí světové teorie

Třetí, závěrečná část knihy nazvaná Sociální základna Třetí světové teorie obsahuje úvahy:
- sociální základna Třetí světové teorie
- rodina
- kmen
- národ
- žena
- menšiny
- černí
- vzdělaní
- jazyk a umění a
- sport, jezdectví, zábava

I přes široký tematický záběr je kniha poměrně útlá (české vydání má 139 číslovaných stran formátu A6).
Na Zelenou knihu navazuje dvojdílný Výklad Zelené knihy čítající celkem třináct částí.